# (38057) 1999 BO15
1999 BO15 (asteroide 38057) é um asteroide da cintura principal. Possui uma excentricidade de 0.19828810 e uma inclinação de 8.19050º.
Este asteroide foi descoberto no dia 26 de janeiro de 1999 por Korado Korlević em Visnjan.